# Dice Town
Dice Town ist ein Würfelspiel der französischen Spieleautoren Bruno Cathala und Ludovic Maublanc, das 2008 bei dem Verlag Matagot international erschien. Es baut grundsätzlich auf klassischen Würfelpoker-Spielen auf und wird auch mit entsprechenden Pokerwürfeln gespielt. Thematisch geht es bei dem Spiel darum, den größten Einfluss in einer kleinen Goldgräberstadt im wilden Westen zu erlangen.

## Hintergrund und Spielmaterial
Bei Dice Town versuchen die Mitspieler durch den Einsatz von Pokerwürfeln ihren Einfluss in einer Goldgräberstadt des wilden Westen zu erlangen. Sie versuchen, durch Besitzrechte an Ländereien und Ausrüstungen Geld und Gold zu bekommen und die Position des Sheriffs zu erlangen, um möglichst viele Punkte zu bekommen.
Das Spielmaterial besteht neben der Spielanleitung aus einem Spielplan, fünf Würfelbechern und 25 Pokerwürfeln, 19 General-Store-Karten, 25 Besitzrechtskarten, 43 Dollarscheinen, 30 Goldnuggets und einer Sheriff-Karte mit Kartenhalter.

## Spielweise
Zu Beginn des Spiels bekommt jeder Spieler einen Würfelbecher, fünf Würfel und acht Dollarscheine. Der Spielplan wird in die Tischmitte gelegt, danach werden die General-Store-Karten und die Besitzrechtskarten jeweils gemischt und als verdeckte Stapel abgelegt; die obersten drei Besitzrechtskarten werden aufgedeckt auf die entsprechenden Felder auf dem Spielplan platziert. Die 30 Goldnuggets kommen in die Goldmine und drei Dollarscheine werden oberhalb der Bank abgelegt. Zudem bekommt ein Spieler die Sheriff-Karte.
In der ersten Phase des Spiels spielen alle Spieler gleichzeitig, indem sie ihre Würfel mit dem Würfelbecher werfen. Sie schauen sich das Ergebnis an und nehmen vier Würfel in die Hand, der verbleibende bleibt unter dem Becher. Für die Zahlung von jeweils einem Dollar in die Postkutsche kann ein Spieler auch jeweils einen Würfel mehr unter dem Becher belassen oder auch den verbleibenden Würfel in die Hand nehmen. Gemeinsam öffnen alle Spieler ihre Becher und zeigen so den Gegnern, welche Würfel sie gewählt haben. Diese werden zur Seite gelegt und wieder gemeinsam würfeln nun alle Spieler jeweils so oft auf die gleiche Weise, bis vor jedem Spieler fünf Würfel liegen. Wenn andere Spieler durch Bezahlung von Würfeln früher fertig sind als verbliebene, dürfen letztere mit den zuletzt geworfenen Würfeln noch einen Wurf machen und müssen das Ergebnis komplett behalten.
Mit ihren Würfeln werden die Spieler nun unterschiedliche Aktionen durchführen, die jeweils einem Gebäude auf dem Spielplan entsprechen. Dabei werden die Gebäude jeweils der Reihe nach abgearbeitet und abhängig von ihrer Würfelkombination führen ie Spieler die jeweiligen Aktionen durch:
- Goldmine: In der Goldmine bekommt der Spieler mit den meisten 9ern jeweils einen Nugget für jede seiner Neunen.
- Bank: Die Bank wird von dem Spieler mit den meisten 10ern ausgeraubt, dieser erhält das in der Bank liegende Geld
- Postkutsche: Das Geld, das während der Würfelphase in die Postkutsche gelegt wurde, kommt nach der Abfertigung der Bank in diese.
- General Store: Im General Store darf der Spieler mit den meisten J-Würfeln (Buben) eine Ausrüstungskarte erwerben. Er zieht so viele Karten, wie er J hat und wählt eine davon aus, die er behalten möchte. Die Karten dürfen in späteren Runden eingesetzt werden oder bringen Siegpunkte.
- Saloon: Der Spieler mit den meisten Q-Würfeln (Damen) erringt die Gunst der Barmädchen und darf einem beliebigen anderen Spieler von dessen Hand so viele Karten (Ausrüstungs- und Besitzrechtskarten) wegnehmen, wie er Q gewürfelt hat, und behält eine davon.
- Sheriff: Der Spieler mit den meisten K-Würfeln (Könige) wird neuer Sheriff und nimmt sich entsprechend die Sheriffkarte. Als Sheriff kann der Spieler jeweils bei Gleichständen entscheiden, wer den jeweiligen Bonus erhält. Er ist bestechlich und kann entsprechend mit Geld und Gold bestochen werden.
- Town Hall: In er Town Hall gewinnt der Spieler mit der höchsten Pokerkombination erhöht das Ansehen der Stadt und bekommt vom Bürgermeister die unterste der offen liegenden Besitzrechtskarten sowie für jedes As in seiner Kombination eine weitere bis zu insgesamt drei Karten.
- Doc Badluck: Wenn ein Spieler in einer Runde gar nichts gewinnen konnte, kann er den Doc Badluck besuchen und sich dort einen Bonus für seine Würfel holen:
  - Mit einer 9 oder zehn kann er zwei Besitzrechtskarten aus seiner Hand offen vor sich auslegen, diese sind vor Diebstahl geschützt.
  - Mit einem J oder einer Q kann er die oberste Karte vom General Store ziehen und behalten.
  - Mit einem K bekommt er von jedem anderen Spieler je zwei Dollar.
  - Mit einem Ass bekommt er von jedem anderen Spieler je ein Goldnugget.

Wenn alle Aktionen durchgeführt sind, werfen alle Spieler ihre fünf Würfel wieder in den Würfelbecher und beginnen eine neue Runde. Das Spiel endet, wenn am Ende einer Runde keine Goldnuggets mehr in der Goldmine sind oder alle Besitzrechtskarten an Spieler verteilt sind. Wenn dies eintrifft, kommt es zu Endwertung. Dabei erhält jeder Spieler jeweils einen Siegpunkt pro Goldnugget, einen Siegpunkt pro zwei Dollar und jeweils die aufgedruckten Siegpunkte entsprechender Ausrüstungs- und Besitzrechtskarten. Der aktuelle Sheriff erhält zudem fünf zusätzliche Siegpunkte.

## Ausgaben und Rezeption
Dice Town wurde von den französischen Spieleautoren Bruno Cathala und Ludovic Maublanc auf der Basis des klassischen Würfelpokers entwickelt. Es erschien 2008 bei dem Spieleverlag Matagot in mehreren Sprachversionen, unter anderem auf Französisch, Englisch und Deutsch sowie in multilingualen Versionen für Niederländisch, Spanisch, Griechisch. In den Folgejahren wurde es zudem auch Italienisch, Tschechisch, Chinesisch und Russisch veröffentlicht. 2016 erschien das Spiel in einer neuen überarbeiteten Auflage, die ebenfalls international vertrieben wird.
2009 erschien mit The Indians eine Mini-Erweiterung bestehend aus einem zusätzlichen Indian-Würfel und einer General-Store-Karte. 2011 folgte die Erweiterung Wild West mit der Indian-Erweiterung, Spielmaterial für einen sechsten Spieler, erweiterten Aktionen und 51 neuen Karten. Die 2017 erschienene Erweiterung Cowboys fügte dem Spiel ein weiteres Spielfeld sowie Kühe zu, mit denen die Spieler punkten können. Weitere Mini-Erweiterungen erschienen 2018 mit A Fistful of Cards, durch die Bophtürme ins Spiel kommen, sowie 2022 mit einer aus drei Karten bestehenden Erweiterung für die kanadische Game Convention Jeux au Boute.
Das Spiel wurde 2009 für den spanischen Spielepreis Juego del Año nominiert und gewann 2010 den Hauptpreis der Boardgames Australia Awards.

## Belege
1. 1 2 3 4 5 6  Offizielle Spielregeln für Dice Town, Matagot 2008.
2. ↑  Versionen von Dice Town in der Spieledatenbank BoardGameGeek (englisch); abgerufen am 15. Juni 2024.
3. ↑  Dice Town: The Indians in der Spieledatenbank BoardGameGeek (englisch), abgerufen am 16. Juni 2024.
4. ↑  Dice Town: Wild West in der Spieledatenbank BoardGameGeek (englisch), abgerufen am 16. Juni 2024.
5. ↑  Dice Town: Cowboys in der Spieledatenbank BoardGameGeek (englisch), abgerufen am 16. Juni 2024.
6. ↑  Dice Town: A Fistful of Cards in der Spieledatenbank BoardGameGeek (englisch), abgerufen am 16. Juni 2024.
7. ↑  Dice Town: JAB-Promos in der Spieledatenbank BoardGameGeek (englisch), abgerufen am 16. Juni 2024.